# Insingen
Insingen – miejscowość i gmina w Niemczech, w kraju związkowym Bawaria, w rejencji Środkowa Frankonia, w regionie Westmittelfranken, w powiecie Ansbach, wchodzi w skład wspólnoty administracyjnej Rothenburg ob der Tauber. Leży w paśmie Frankenhöhe, około 30 km na zachód od Ansbachu, nad rzeką Tauber, przy granicy z Badenią-Wirtembergią.

## Dzielnice
W skład gminy wchodzą następujące dzielnice: 
- Hammerschmiede
- Insingen
- Kastenmühle
- Leidenberg
- Leuzhof
- Lohr
- Lohrbach
- Sandhof
- Wilhelmsmühle

## Polityka
Rada gminy:
|      | Wspólnota Wyborcza | Wspólnota Wyborcza Insingen-Nord | Razem     |
| 2002 | 9                  | 4                                | 13 miejsc |